# Thruston Ballard Morton

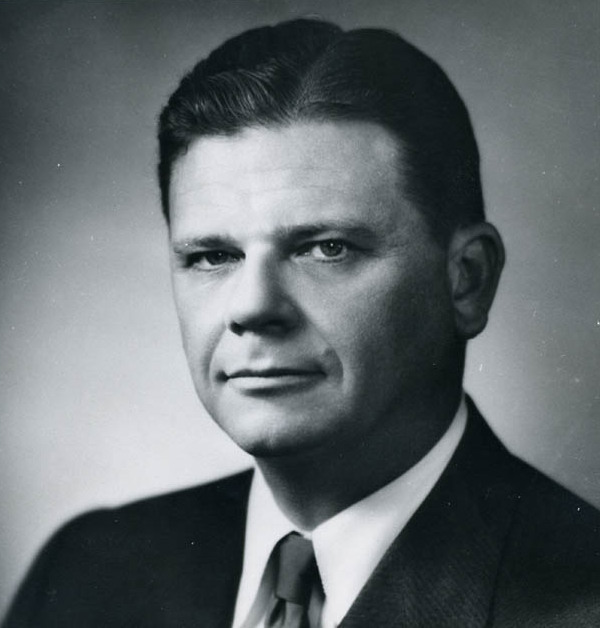
Thruston Ballard Morton

Thruston Ballard Morton (* 19. August 1907 in Louisville, Kentucky; † 14. August 1982 ebenda) war ein US-amerikanischer Politiker der Republikanischen Partei, der den Bundesstaat Kentucky in beiden Kammern des Kongresses vertrat.
Morton war nach seinem Bachelor-Abschluss an der Yale University zunächst im Getreidegewerbe tätig. Während des Zweiten Weltkrieges diente er als Lieutenant Commander in der Reserve der United States Navy. Im Anschluss wurde er Direktor der Handelskammer von Louisville.
1946 wurde Morton als Vertreter Kentuckys ins Repräsentantenhaus der Vereinigten Staaten gewählt. Dabei besiegte er den demokratischen Amtsinhaber Emmet O’Neal mit einem Vorsprung von rund 17.000 Stimmen. Er gehörte dem Parlament drei Legislaturperioden lang bis zum Januar 1953 an.
In der Folge wurde Morton in die Regierung von Präsident Dwight D. Eisenhower berufen: Von Januar 1953 bis Februar 1956 fungierte er als Staatssekretär für Kongressbeziehungen (Assistant Secretary of State for Legislative Affairs) im Außenministerium. 1956 kandidierte er dann für den Senat, wobei er es erneut mit einem Amtsinhaber von der Demokratischen Partei zu tun hatte. Während Earle C. Clements auf 499.922 Stimmen kam, setzte sich Morton mit 506.903 Stimmen knapp durch. 1962 gewann er auch die Wiederwahl gegen den Vizegouverneur Wilson W. Wyatt. Am 16. Dezember 1968 legte er sein Mandat wenige Wochen vor dem Ende seiner Amtszeit nieder, um seinem nachrückenden Parteifreund Marlow Cook einen früheren Einstieg zu ermöglichen.
Morton, der von 1959 bis 1961 Vorsitzender des Republican National Committee war, galt als gemäßigter Republikaner. So stimmte er gemeinsam mit seinem Parteifreund John Sherman Cooper 1964 für den Civil Rights Act. 1968 gehörte er zu den Interviewpartnern für den Dokumentarfilm In the Year of the Pig, der kritisch den Vietnamkrieg beleuchtete.
Sein jüngerer Bruder Rogers Morton war Innen- und Handelsminister der USA.